# Robert Almer
Robert Almer (n. 20 martie 1984, Bruck an der Mur, Austria) este un fotbalist austriac, care în prezent joacă la Austria Viena în Bundesliga Austriacă pe postul de portar.